# Cerambyx petechizans
Cerambyx petechizans là một loài bọ cánh cứng trong họ Cerambycidae.